# سون (موسيقي)
كريستوفر مايكل تايلور (بالإنجليزية: Christopher Michael Taylor)‏، المعروف بإسم سون (SOHN)، هو مغني وكاتب أغاني ومنتج تسجيل إنجليزي.

## روابط خارجية
- كريستوفر مايكل تايلور على موقع ميوزك برينز (الإنجليزية)
- كريستوفر مايكل تايلور على موقع ديسكوغز (الإنجليزية)